# 札幌市立西岡中学校
札幌市立西岡中学校（さっぽろしりつ にしおかちゅうがっこう）は、北海道札幌市豊平区西岡3条12丁目にある市立中学校。

## 沿革
- 1980年11月1日 - 開校事務取扱の発令。
- 1981年3月26日 - 札幌市立澄川中学校、札幌市立羊丘中学校から分割し開校。開校式執行。
- 1987年8月 - アメリカ合衆国のハリエットタブマン中学校と姉妹校提携。

## 部活動
- 陸上競技部
- 野球部
- 女子バスケットボール部
- 男子バスケットボール部
- 男子バレーボール部
- 女子バレーボール部
- 吹奏楽部
- 美術部
- 卓球部

## 通学区域
- 札幌市立西岡小学校の一部と、札幌市立西岡南小学校

豊平区
- 西岡1条10丁目～11丁目
- 西岡2条10丁目～14丁目
- 西岡3条10丁目～13丁目
- 西岡4条10丁目～14丁目
- 西岡5条11丁目～15丁目
- 西岡
- 福住3条12丁目
- 羊ケ丘（6番地～7番地）

※上記区域のうち、下記の区域は札幌市立西岡北中学校と選択できる指定変更区域。
- 西岡1条10丁目
- 西岡2条10丁目
- 西岡3条10丁目
- 西岡4条10丁目
- 福住3条12丁目

## 標準服
- これまでに2回の標準服改定を行った

【昭和56(1981)年ー平成12年(2000)年】
エンジ色の二つボタンシングルブレザーに、男子はグレー基調のノータックスラックス、女子はグレー基調のV襟ベスト・ボックススカート。男女ともにネクタイ(シルバーのスクエアタイ)を着用。
【平成13(2001)年－令和2(2020)年】
開校20周年を機に、標準服を改定。
紺色の三つボタンシングルブレザー(エンブレム付)に、男子はグレンチェックのツータックスラックス、女子は紺地に青と白のタータンチェックの前開ベストとプリーツスカート。男女ともにネクタイはせず、白のポロシャツを着用。
【令和3(2021)年－】
開校40周年を機に、標準服を改定。
札幌市立中学校では、初めてジェンダーレスに配慮した、男女区別なく着用できる標準服となった。
紺色を基調としたスーツスタイル。
Aタイプのブレザーは、胸下ダーツ仕様で、基本前合わせは左上(右上に変更可)、男子体型基準サイズとなっている。
Bタイプのブレザーは、プリンセスライン仕様で、基本前合わせは右上(左上に変更可)、女子体型基準サイズとなっている。
胸ポケットに「Nishioka j.h.s」の刺繍入り。
スラックスは、Aタイプが男子体型基準サイズで、ワンタック・ローライズ仕様、Bタイプが女子体型基準サイズで、ノータック・股上が深く、体にフィットした仕様。そのほか、フリータイプのスラックスは女子体型基準サイズで、ワンタック・ローライズ仕様。
スカートは、札幌市立中学校には珍しい親子ヒダデザインとなっている。(札幌市立平岡緑中学校が親子ヒダのスカートを採用しているのみ)
指定のニットシャツに、ワンタッチネクタイ(水色・青・白のレジメンタルタイ)を着用。
ニットベストもあるが、着用は任意となっている。
- 西岡中学校標準服（学生服のタナカのwebページ）